# 九四式装甲列車

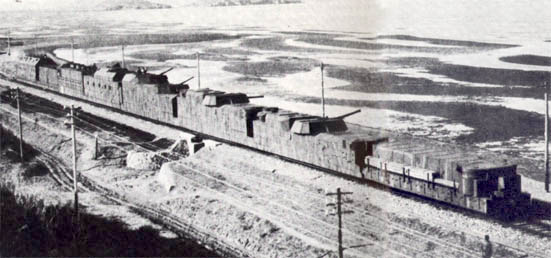
九四式装甲列車

九四式装甲列車(きゅうよんしきそうこうれっしゃ)は大日本帝国陸軍の装甲列車。
1933年に完成した臨時装甲列車の教訓を基に（特に重量過多に起因する走行性能の不備）開発されたのが九四式装甲列車である。

## 概要
満州事変の進展により装甲列車の整備が急がれ、これは臨時装甲列車として編成された。さらに開発が昭和8年（1933年）に始まり、昭和9年（1934年）に九四式装甲列車として完成した。製作は南満州鉄道株式会社による。
進行方向（→）に対して、
```
電源車-炭水車-機関車-指揮車-火砲車（丙）-火砲車（乙）-火砲車（甲）-警戒車　
```

という編成であり、火砲車を機関車の前方に配置し、全火力を正面に集中できるようになっている。また運行間射撃が可能であるよう求められていた。
その他、歩兵車の廃止・電源車を連結することにより、通信能力の向上・その他各車両間での連絡（行き来）についても改良がなされている。
計画時、時速は平地において60km/hが、行動距離は炭水の補給なしで150kmが求められた。

## 兵装

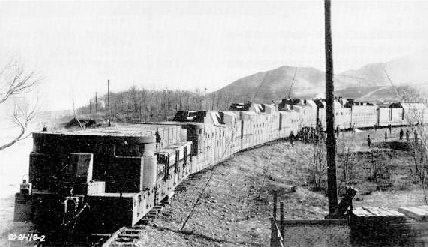
列車、前方から

各車の兵装に関しては以下のように計画された。
警戒車（重機関銃2挺）前側方への射界を持ち、高射可能。弾数3,000発
火砲車甲（10センチ高射砲1門、重機関銃2挺）砲は砲塔形式で全周射界を持つ。弾数200発。重機関銃は前側方に射界を持ち、高射可能。弾数3,000発
火砲車乙（10センチ高射砲1門、重機関銃2挺）砲は砲塔形式で全周射界を持つ。弾数200発。重機関銃は前側方に射界を持ち、高射可能。弾数3,000発
火砲車丙（7.5センチ高射砲2門）砲塔形式で全周射界を持つ。高射可能。弾数300発。
指揮車（重機関銃2挺）全周に射界を持ち、高射可能。弾数3,000発
機関車　なし。
補助炭水車（重機関銃2挺）側方への射界を持つ。弾数3,000発
電源車（重機関銃2挺）弾数3,000発
となっている。
計画では十四年式十糎高射砲砲弾は尖鋭弾4割、榴弾6割として搭載が予定された。また八八式七糎野戦高射砲砲弾の搭載割合は尖鋭弾20%、榴弾60%、高射用弾15%、その他が5%とされた。
このほかに指揮車には、30センチ探照灯2基、観測具一式を備え、電源車には無線機2台と鉄道器材一式を装備した。

## 各車両の構造と要目

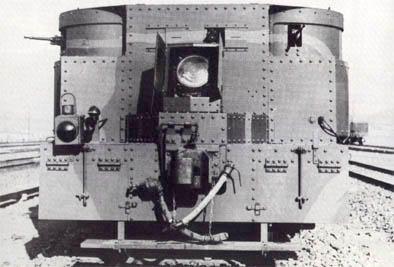
警戒車

要目では、指揮車には射撃の統一指揮に必要な各種観測機材がそろえられているほか、各火砲車には個別戦闘可能な観測設備の装備が必要とされた。また戦闘指揮のために各火砲車、指揮車、警戒車、材料車（電源車）に直通の回線が用意され、別にもう一回線が甲乙火砲車の間に用意された。このほかに列車指揮のために一回線が各車両間に設けられた。また計画時、無線機には500km通信可能な装置を備え、ほかに近距離携帯無線を備えることとされた。
警戒車:前方左右に重機関銃二丁、前方中心に探照灯を装備。搭載された探照灯はハッチに格納されており、内部からハッチの開閉と旋回をすることが出来た。車両左右には枕木を載せていた。
火砲車甲:十四年式十糎高射砲一基を収めた砲塔を中央部に装備し、重機関銃の砲塔が前後左右に装備されている。高射砲の砲塔は背後の天井が一段高められ、砲塔と同程度の高さとなっているが、砲に仰角をかければ、砲塔は全周旋回が可能だった。試験映像の記録では十加低車と呼ばれている。
火砲車乙:全高が火砲車甲よりも一段高められている。高射砲と重機関銃の配置は火砲車甲と同じ。この砲塔の背後は天井が一段高められている。試験映像の記録では十加高車と呼ばれている。
火砲車丙: 基筒式に改造した八八式七糎野戦高射砲を二門、後方には測距儀を搭載した。砲塔は背負い式で搭載された。全高は火砲車乙よりも一段高く、砲塔は一部上面が開放されており、砲は85度まで仰角をかけられた。また砲塔正面も左右に開放して視界を確保できた。火砲車丙の全長は15.872m、全高は4.38m、全幅は3.22mである。
指揮車:重機関銃の砲塔の他、30センチ探照灯2基、対空双眼鏡、観測具一式を装備。探照灯はハッチに格納されており、内部から左右と前方のハッチを開閉可能。前方のハッチは観音開きである。
機関車:
炭水車:重機関銃の砲塔を側方左右に装備
電源車:重機関銃を後方左右に装備
装甲は側面主要部10mm、その他の部分は6mmであり、各車両に搭載されている重機関銃は砲塔内部に格納する事が出来た。